# ソフィア・ムラノビッチ
ソフィア・ムラノビッチ・アルホビン（Sofía Mulánovich Aljovín、1983年6月24日 - ）は、ペルーの女性サーファー。リマ出身。
2004年にASPワールドツアーで総合優勝を果たしている。これは南米出身の選手として初めてのことであった。